# 利摩日主教座堂

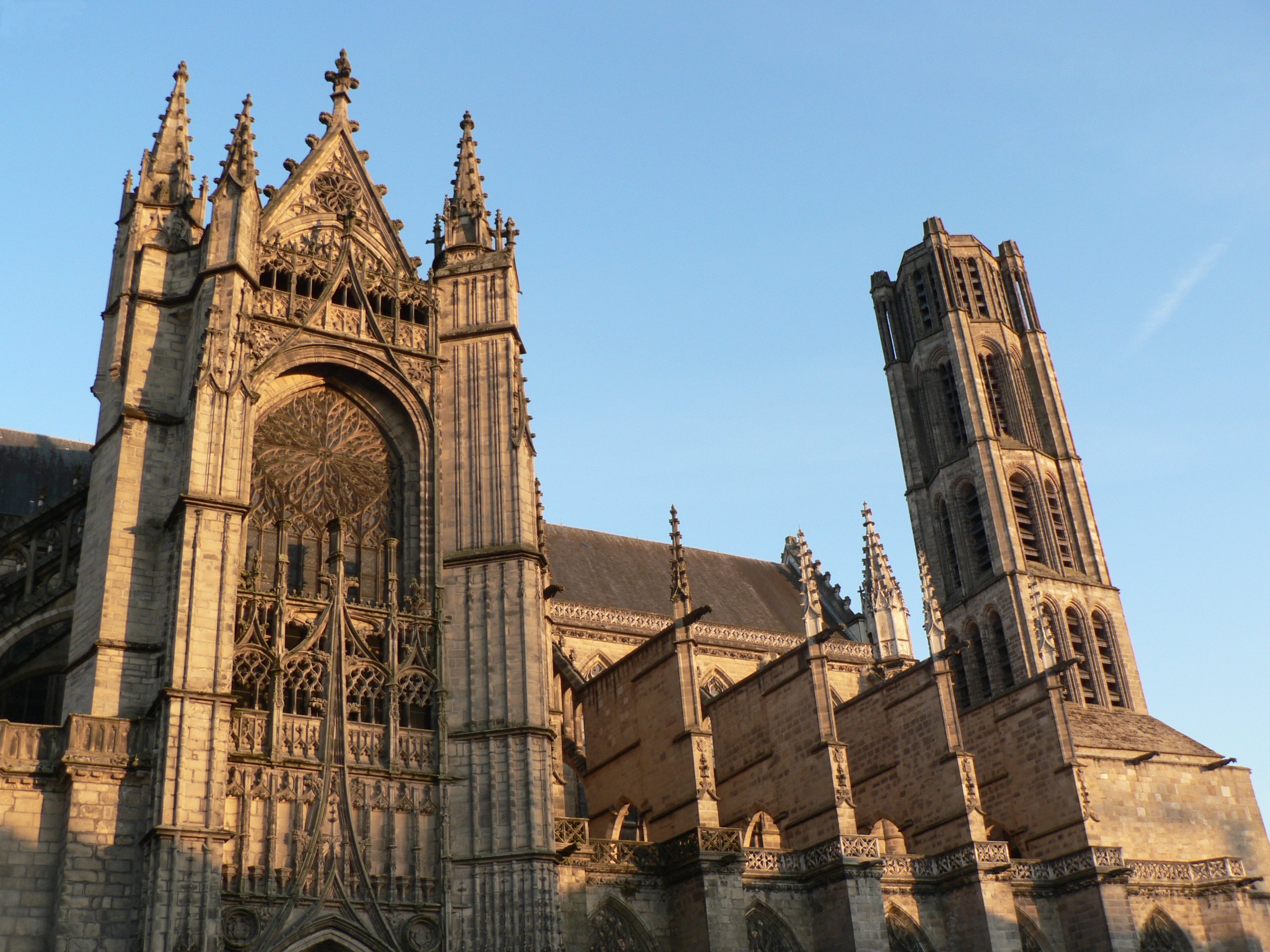
利摩日主教座堂

利摩日圣斯德望主教座堂（法語：Cathédrale Saint-Étienne de Limoges）是法國利摩日的一座羅馬天主教的主教座堂，也是利摩日的地標之一，是天主教利摩日教區的主教座堂。教堂為哥特式建築，始建於1273年，完工於1888年。

## 外部連結
- （法文） Fiche du ministère de la Culture（页面存档备份，存于）
- （法文） Fiche sur le site Monum
- Structurae数据库中利摩日主教座堂的数据

- （法文） GRANIT banque photographique du chevet gothique de la cathédrale de Limoges（页面存档备份，存于）